# Râle roviana
Hypotaenidia rovianae
Espèce
Statut de conservation UICN

 NT  : Quasi menacé
Le Râle roviana (Hypotaenidia rovianae) est une espèce d'oiseaux de la famille des Rallidae.

## Répartition
Cet oiseau est endémique de l'archipel de la Nouvelle-Géorgie (îles Salomon).